# Мікі Кантор
Майкл Кантор (англ. Michael Kantor; нар. 7 серпня 1939) — американський юрист і політик. Після того, як в 1992 році працював головою передвиборчої кампанії Клінтона-Ґора, Кантор був призначений торговим представником США, обіймаючи цю посаду з 1993 по 1996 рік. З 1996 по 1997 рік він був міністром торгівлі США.

## Життя та кар'єра
Народився в Нашвіллі, штат Теннессі, має ступінь бакалавра економіки та бізнесу Університету Вандербільта, отриману в 1961 році. Потім він чотири роки служив офіцером у ВМС США, а згодом здобув ступінь доктора права у Джорджтаунському університеті в 1968 році. Спочатку Кантор працював у Legal Services Corporation, надаючи правову допомогу працівникам фермерських господарств. З 1976 по 1993 рік він займався адвокатською діяльністю в лос-анджелеській юридичній фірмі Manatt, Phelps, Phillips & Kantor (нині Manatt, Phelps & Phillips LLP), брав активну участь у політиці та зборах коштів. Раніше він служив і є засновником LA Conservation Corps.
Прихильник вільної торгівлі, Кантор, як торговий представник, вів переговори США про створення Світової організації торгівлі (СОТ), такі як Уругвайський раунд та Північноамериканська угода про вільну торгівлю (НАФТА). Кантор також брав участь в організації Саміту Америк в Маямі та трьох зустрічей Азіатсько-Тихоокеанського економічного співробітництва, включаючи зустріч перших лідерів, яку проводила США. Разом з Європейською комісією новоствореного Європейського Союзу він розширив трансатлантичний ринок.
Кантор практикує адвокатську діяльність у лос-анджелеському офісі Mayer Brown, міжнародної юридичної фірми, що базується в Чикаго. В даний час він є співголовою ради директорів Vision to Learn та Центру комунікаційного лідерства та політики Анненберга Університету Південної Каліфорнії; членом ради директорів Drug Strategies; членом керівної ради Центру Сарджента Шрайвера з питань законодавства про бідність; членом керівного комітету Японського дому; і членом правління Lexmark International, Inc. та Тихоокеанської ради з міжнародної політики.
Раніше він був членом ради директорів CBRE, ради відвідувачів Юридичного центру Джорджтаунського університету та міжнародної консультативної ради FleishmanHillard.
Кантор одружений з журналісткою Гайді Шульман з 1982 року, після смерті першої дружини Валері Вудс Кантор в авіакатастрофі 1978 року в Сан-Дієго. У нього є діти Леслі, Дуглас (від першого шлюбу) та Алікс (від другого шлюбу); та онуки Райан, Джексон та Зак. Ще один син Валері, Рассел, загинув в автокатастрофі в жовтні 1988 року, коли був учнем старшої школи.